# Болеслав II Опольский
Болеслав II Опольский, известен также как Болько II Опольский (пол. Bolko III opolski, нем. Bolko III von Oppeln; ок. 1300 — 21 июня 1356) — князь Опольский (1313—1356). В 1313—1323 годах Болеслав правил в Ополе вместе с младшим братом Альбертом, с 1323 года, после выделения Альберту Стшельце — самостоятельно.

## Биография
Представитель опольской линии Силезских Пястов. Второй сын князя опольского Болеслава I (1254/1258 — 1313) и Агнессы (ум. 1301), происхождение которой неизвестно.
В 1313 году после смерти Болеслава I Опольского его сыновья разделили его владения: старший брат Болеслав Немодлинский забрал себе Немодлин и Велюнскую землю, а младшим братьям Болеславу II и Альберту досталось Ополе. Братья еще были слишком малы, чтобы управлять своим княжеством самостоятельно, и до 1323 года они находились под опекой своего старшего брата.
Достигнув совершеннолетия в 1323 году, братья разделили свои владения: центральная часть княжества с столицей Ополе досталось Болеславу, а Альберт стал править в Стшельце.
6 мая 1326 года Болеслав женился на Елизавете Свидницкой. Этот брак обеспечил ему поддержку могущественного деда Елизаветы, короля Польши Владислава I Локетека, но сохранялся этот союз недолго: 5 апреля 1327 года во Вроцлаве князь Болеслав II  последним из князей Верхней Силезии принес ленную присягу королю Чехии Иоганну Люксембургскому.
Во время своего правления в Опольском княжестве Болеслав II сосредоточился на государственной деятельности и даровал многим городам немецкое право, заботился о развитии торговли, ремесел, состоянии дорог и безопасности путешественников. Благодаря хорошей экономической политики, князь Болеслав II Опольский в 1351 году купил у князя Вацлава I Легницкого Бычину и Ключборк и у князя Болеслава Бытомского Славенцице.
Болеслав II особенно покровительствовал францисканскому монастырю в Ополе, котором была часовня Святой Анны, ставшая некрополем опольских Пястов. Он скончался 21 июня 1356 года и был похоронен в францисканском монастыре в Ополе.

## Семья
В 1326 году Болеслав II Опольский женился на Елизавете Свидницкой (1309/1315 — 8/9 февраля 1348), второй дочери князя Бернарда Свидницкого и Кунигунды Польской. Супруги имели в браке трех сыновей и четырех дочерей:
- Владислав Опольчик (1326/1332 — 1401), князь Опольский (1356—1401), Велюнский (1370—1392) и Иновроцлавский (1378-1392)
- Болеслав III (ок. 1330—1382), князь Опольский (1356—1370) и Стшелецкий (1375—1382)
- Генрих (1337/1338 — 1356/1365), князь Опольский (1356—1365)
- Кунегунда (ок. 1340 — после 1372), монахиня в Венгрии (Буда)
- Агнесса (до 1348 — после 1390), аббатиса в Старом Сонче
- Эльжбета (до 1348 — после 1382), монахиня в Тшебнице
- Анна (до 1348 — после 1411), монахиня во Вроцлаве.

После смерти своей первой жены Болеслав II вторично женился на неизвестной по имени женщине (возможно, её звали Маргарита), от которой у него была единственная дочь:
- Агнешка (1349/1356 — 1409), муж с 1374 года маркграф Моравский и Бранденбургский Йодок (Йобст) (1351—1411).